# Ballesterer
Der ballesterer ist ein österreichisches Fußballmagazin. Es wurde im Frühjahr 2000 in Wien gegründet und wird bis heute im Eigenverlag herausgegeben. Medieninhaberin ist seit 2011 die ballesterer Zeitschriftenverlag GmbH. Seit 2008 erscheint der ballesterer zehnmal im Jahr, zurzeit mit einer Auflage von 20.000 Stück. Der Vertrieb erfolgt flächendeckend im österreichischen Zeitschriftenhandel, im deutschen Bahnhofsbuchhandel sowie an ausgewählten Verkaufsstellen in der Schweiz.

## Das Heft

### Ausrichtung
Der ballesterer ist ein vereinsunabhängiges Magazin für Fußball- und Fankultur. Anders als in der traditionellen Sportberichterstattung stehen daher nicht Ergebnisse und Tabellenstände im Mittelpunkt. Vielmehr geht es um Fans, Spieler und das kulturelle, wirtschaftliche und wissenschaftliche Umfeld des Fußballs. Der ballesterer setzt sich außerdem kritisch mit der Kommerzialisierung des modernen Fußballs auseinander. Auch die Ultra-Kultur und das Zurückdrängen von Fans und Fankultur aus den Stadien ist ein wiederkehrendes Thema. Zur Blattlinie gehört zudem ein offensives Auftreten gegen Diskriminierung, etwa Sexismus, Rassismus oder Homophobie. Der Standard nennt den ballesterer ein „Magazin für die Randaspekte des Breitensports“.

### Inhalt
Ein Kennzeichen des ballesterer sind seine Schwerpunkte. Im Gegensatz zu einer üblichen Coverstory wird hierbei ein Thema auf meistens 16 Seiten abgehandelt und umfasst damit die bei weitem längsten Essays, Reportagen und Interviews im Heft. Die Themenpalette reicht von Persönlichkeiten (Ernst Happel, Roberto Baggio oder Martin Hinteregger) über Gesellschaftspolitik (Wirtschaftskrise, Klimawandel, Integration) bis zu Schwerpunkten über Fanszenen und deren Anliegen (zum Beispiel den teilweise problematischen Umgang mit der Polizei).
Regelmäßige Heftinhalte sind außerdem Kommentare, Rezensionen, Fotostrecken, Rätsel und Groundhopping-Berichte. Bei Letzteren steht nicht das Spielgeschehen, sondern der Stadionbesuch und das subjektive Erlebnis im Mittelpunkt. Gewisse Prominenz erfuhr auch die Rubrik „Notfallambulanz“ des Arztes und Autors Wolfgang Pennwieser, der darin medizinische Probleme aus dem Fußballumfeld humoristisch erklärt.

## Geschichte

### Begriffsbedeutung
„Ballesterer“, auf der zweiten Silbe betont, ist ein österreichischer Ausdruck für Fußballer. Er dürfte seinen Ursprung im Wien der Zwischenkriegszeit und damit in einer frühen Hochphase des österreichischen Fußballs haben. So schreibt das Sport-Tagblatt schon 1926 gleichsam von „Ballesterern“ und „Fußballesterern“. In der – bereits gleichgeschalteten – Kronen Zeitung ist im Februar 1939 rückblickend zu lesen: „Es hat eine Zeit gegeben, in der man von den Fußballspielern, die damals meist "Ballesterer" genannt wurden, nur mit Worten des Mitleids sprach. (...) Der Fußballsport hat sich [aber] seine Anziehungskraft bewahrt“.
Bis inklusive Ausgabe 85 im Herbst 2013 gehörte zum Markennamen und -logo noch der Zusatz fm. Es stand in Abwandlung von Trademark ™ für Fußballmagazin.

### Gründung und Entwicklung
Der langjährige Chefredakteur Reinhard Krennhuber produzierte im März 2000 gemeinsam mit Klaus Federmair, Robert Hummer und Florin Mittermayr die erste Ausgabe des ballesterer. Die Idee eines Special-Interest-Mediums entsprang einer Publizistik-Seminararbeit Krennhubers. Vorbild war das englische Fußballmagazin When Saturday Comes. Ausgabe eins des ballesterer wurde als schwarz-weiße Laserkopie in einer Auflage von 300 Stück zum Preis von 25 Schilling verkauft. Nach einer schöpferischen Pause erschien das Heft ab September 2001 regelmäßig alle drei Monate. Größere Bekanntheit und steigende Auflage wirkten sich sowohl auf die Gestaltung als auch die Erscheinungsweise aus. Seit Nummer 17 (Mai 2005) wird der ballesterer völlig in Farbe gedruckt. Vom Dezember desselben Jahres bis Oktober 2008 erschien das Magazin im Zweimonatsrhythmus, seither in monatlicher Erscheinungsweise zehnmal im Jahr.
Der Umfang variierte über die Jahre und steigerte sich von 32 in der Erstausgabe zunächst auf 50, dann bald auf Seiten. Von Oktober 2002 bis November 2013 umfasste der ballesterer in der Regel 68 Seiten. Nur anlässlich der Fußball-Europameisterschaft 2008 in Österreich und der Schweiz und zum zehnjährigen Jubiläum im März 2010 erschienen längere Sonderausgaben. Ein größerer Sprung gelang mit dem Relaunch im November 2013. Seither und bis heute hat der ballesterer einen Umfang von 84 Seiten.

### Verantwortliche
Lange Zeit agierte der ballesterer als Verein. Mit Ausgabe 46 (2009) wurden die wirtschaftlichen Tätigkeiten in eine GmbH ausgelagert, der Verein ballesterer agiert als Herausgeber. Neben der Redaktion (inkl. Layout- und Foto-Verantwortlichen und Ständigen Mitarbeiter etwa 30 Personen) verfügt der ballesterer über einen großen Pool von Autoren, die unregelmäßig im Heft publizieren. Das Magazin ist von Beginn an ein Gemeinschaftsprojekt, das wesentlich auf freier und unentgeltlicher Arbeit basiert. Zur Jubiläumsausgabe 2010 zog Mitgründer Reinhard Krennhuber eine Zwischenbilanz: „Über 300 Personen haben Texte, Fotos, Grafiken und vieles mehr zu unserem Magazin beigesteuert – lange, ohne dafür bezahlt zu werden. Auch wenn diese Menschen sehr unterschiedlich sind, haben sie doch eines gemein: Sie sind Fußballfans und lieben die intelligente, kritische und witzige Herangehensweise, für die der ballesterer steht.“ Krennhuber hat sich mittlerweile aus der Redaktion zurückgezogen, ist aber Vorstandsmitglied im Verein ballesterer, der als Herausgeber fungiert. Ab 2012 bestant die Chefredaktion aus Jakob Rosenberg und Nicole Selmer; seit Sommer 2024 sind Nicole Selmer und Moritz Ablinger Ko-Chefredakteure.  Für die grafische Gestaltung zeichnen seit Ausgabe 86 das Designkollektiv LWZ, Manuel Radde und Benjamin Kuëss verantwortlich.

## Reputation

### Frühe Anerkennung
Frühen journalistischen Erfolg errang die Zeitschrift 2003. Auf Initiative von ballesterer-Autor David Forster wurde im Wiener Ernst-Happel-Stadion eine Gedenktafel für die Opfer des Nationalsozialismus enthüllt. Grundlage dafür waren Recherchen zu einem Artikel der Serie Fußball unterm Hakenkreuz. Dieser thematisierte die Internierung von KZ-Häftlingen während der NS-Zeit im damaligen Praterstadion. 2004 traten das jüdische Kulturmagazin Nu und der ballesterer eine Debatte über die „Arisierung“ eines Kaffeehauses durch den österreichischen Fußballhelden Matthias Sindelar los. Im gleichen Jahr verlieh das deutsche Bündnis Aktiver Fußballfans (BAFF) dem ballesterer als erstem nicht-deutschem Medium den „Deutschen Fanzinepokal“. Im Mai 2005 folgte die Auszeichnung als „Magazin des Monats“ durch das deutsche Fußballmagazin 11 Freunde. Im Jänner 2005 wählten über 50 Fanzine-Redaktionen aus dem deutschsprachigen Raum den ballesterer zur „Allgemein besten Fanzeitung“.

### Derballestererals Fachmagazin
Anlässlich der Recherchen zur 36. Ausgabe, welche die Krise des italienischen Fußballs zum Thema hatte, wurden die ballesterer-Redakteure Reinhard Krennhuber und Jakob Rosenberg sowohl von der Zeitung Der Standard als auch dem italienischen Staatsfernsehen RAI interviewt. Sie hatten vor dem Serie-A-Spiel AS Roma gegen SSC Napoli an einer Fahrt der Napoli-Ultras nach Rom teilgenommen, im Zuge derer es in Zügen und Bahnhöfen zu Sachbeschädigungen kam. In Italien brandete daraufhin neuerlich eine Diskussion über gewalttätige Fans auf. Der in Italien wohnhafte Journalist Kai Tippmann meinte zu diesem Scoop: „Eine kleine Redaktion eines 20.000-Auflage-Blatts hatte mal eben den millionenschweren Redaktionsstuben die Unterhosen heruntergezogen“. Immer wieder sind Autoren und Redakteuren des ballesterer in Fernsehsendungen zum Thema Fußball zu Gast, so etwa im ORF und ATV. Auf Initiative des ballesterer entstanden außerdem die Bücher „Grün-Weiß unterm Hakenkreuz“ und „Fußball unterm Hakenkreuz in der ‚Ostmark‘“.

### Journalistische Meriten
In den zwanzig Jahren seit seiner Gründung wurden diverse Autoren des ballesterer für Preise nominiert und auch ausgezeichnet. Bei den Journalistenpreisen von Sports Media Austria gewannen Stefan Kraft und Reinhard Krennhuber 2012 in der Kategorie Print, ebenso Nicole Selmer 2014. Im selben Jahr wurde Mathias Slezak in der Kategorie Nachwuchs prämiert. Er hatte für seinen Artikel an der Saisonvorbereitung des Floridsdorfer AC teilgenommen. Clemens Zavarsky gewann 2018 und Moritz Ablinger 2020 ebenfalls in der Print-Kategorie der SMA Awards. Mareike Boysen bekam 2017 den Anerkennungspreis Print beim Prälat-Leopold-Ungar-JournalistInnenpreis der Caritas für eine Geschichte über Käfigfußballer. Für eine Reportage über nach Wien zugewanderte Fußballspieler bekamen Selmer, Jakob Rosenberg und Benjamin Schacherl 2019 den Prof. Claus Gatterer Preis.

## Kritik
Dem ballesterer wird von Kritikern des Öfteren vorgeworfen, zu nahe an den organisierten Fanszenen zu sein und Phänomenen wie dem Hooliganismus nicht mit genügend Distanz zu begegnen. Für die Macher, die selbst regelmäßig die Fantribünen besuchen, sei es jedoch essenziell, die Stimmen aller Beteiligten wiederzugeben.

## Sonstiges
Der ballesterer veranstaltet gemeinsam mit den Büchereien Wien, welche die erste österreichische Fußballbibliothek beherbergen, sowie der Antirassismus-Initiative Fairplay die Diskussionsreihe „Club 2x11“. Sie bringt Aktive und Fachleute mehrmals im Jahr zur Podiumsdiskussion rund um Fußballthemen zusammen. Zu Großveranstaltungen wie Welt- und Europameisterschaften war das Magazin Co-Gastgeber von Public Viewings im Wiener WUK oder der Pratersauna. In Kooperation mit dem österreichischen Radiosender FM4 und dem Wiener Indie-Label LasVegas Records beteiligte sich der ballesterer außerdem am Sampler Lieber ein Verlierer sein, eine Compilation Schweizer und österreichischer Musiker zur EM 2008, der in verkürzter Form als CD dem Heft beilag, aber letztlich keinen wirtschaftlichen Erfolg brachte. Der ballesterer ist heute Medienpartner von derStandard.at, dem Blog 120minuten.net, Laola1.at, der Deutschen Akademie für Fußball-Kultur, der Initiativen „Fairplay“ und „Kicken ohne Grenzen“, der Wanderausstellung „Fantastic Females“, sowie des Fußballturniers Ute-Bock-Cup.

## Vergleichbare Magazine
Der Ansatz, sich dem Fußball abseits von Spielergebnissen und Matchberichten kulturell zu nähern, wird und wurde in Europa außerdem von den Fußballmagazinen Der tödliche Pass, 11 Freunde, Transparent, Rund und Zeitspiel (Deutschland), Zwölf (Schweiz), When Saturday Comes (England), So Foot (Frankreich), Hard gras (Niederlande) und Null Acht (Österreich) verfolgt.

## Auszeichnungen
- 2004: Deutscher Fanzine-Pokal des BAFF
- 2005: Magazin des Monats in 11 Freunde
- 2005: Allgemein beste Fanzeitung
- 2012: Journalistenpreis Print der SMA
- 2014: Journalistenpreis Print und Nachwuchs der SMA
- 2017: Prälat Leopold Ungar-Anerkennungspreis
- 2018: Journalistenpreis Print der SMA
- 2019: Prof. Claus Gatterer-Preis